# Amir Jadidi
Pour les articles homonymes, voir Jadidi.
Amir Jadidi (en persan : امیر جدیدی), né le 20 juin 1984 à Téhéran et Iran, est un acteur iranien.

## Filmographie
- 2011 : Africa de Houman Seyyedi : Kasra
- 2016 : I de Soheil Beiraghi : Aria
- 2016 : Valley of Stars de Mani Haghighi : Babak Hafizi
- 2018 : Tangeye Abu Ghorayb de Bahram Tavakoli : Hassan
- 2018 : La Permission de Soheil Beiraghi : Yaser Shah Hosseini
- 2020 : Zero Day de Saeid Malekan : Reza / Siavash
- 2021 : Un héros d'Asghar Farhadi : Rahim Soltani